# Вальбири (язык)
Вальбири (англ. Warlpiri), также варлпири, валпири, — один из языков аборигенов Австралии, распространённый в штате Северная Территория. Один из самых больших по численности говорящих (2507 человек по переписи 2006 года) и глубоко изученных австралийских языков. Относится к нгаркской группе юго-западной ветви пама-ньюнга языков.
Среди особенностей языка особенности — наличие превербов — комплекса клитик, занимающих вторую позицию в предложении.
Вальбири получил особую известность после того, как в 1981 году на его материале К. Хэйл (США) выдвинул гипотезу о существовании неконфигурационных языков, то есть таких, в которых отсутствуют грамматические словосочетания — единицы, более протяжённые, чем слово, но меньшие, чем предложение.
Вальбири существует также в варианте жестового языка.

## Письменность
Письменность вальбири существует с 1950-х гг. на латинской графической основе.
- A a Aa aa E e Ee ee I i Ii ii J j K k L l Ly ly M m N n Ng ng Ny ny O o Oo oo P p R r Rd rd Rl rl Rn rn Rr rr Rt rt T t U u Uu uu W w Y y

## Генеалогическая и ареальная информация
Язык вальбири относится к нгаркской группе юго-западной ветви языковой семьи пама-ньюнга. Он распространён в Австралии. Согласно “Атласу языков мира, находящихся под угрозой исчезновения” ЮНЕСКО, считается уязвимым языком.

### Диалекты
У языка вальбири выделяют 7 основных диалектов: западный вальбири (warrmarla), северо-западный вальбири (ngardilypa), юго-западный вальбири (wawulya), центрально-северный вальбири (warnayaka), южный вальбири (ngaliya), вальбири реки Ландер (yarlpiri), вальбири реки Хансонс (wakirti warlpiri).
На территории основных общин в настоящее время встречаются разновидности языка, имеющие свои отличительные особенности в произношении и словарном составе. На них также могут влиять и соседние языки, в число которых входят питянтятяра, пинтупи и луритя на юге и юго-западе, нгати, тяру, валматярри и кукатя на северо-западе, куринтьи и мутпурра на севере, анматьерр, варумунгу, валманпа, кайтетье, аляварр и восточный арранта на востоке и северо-востоке. 

## Социолингвистическая информация
Язык вальбири, по разным оценкам, считают первым языком 2500-3000 человек. Как на втором или третьем языке на нём говорит по крайней мере еще около 1000 человек.
Язык распространён в Центральной Австралии, в штате Северная территория к северо-западу от Алис-Спрингс. Бо́льшая часть носителей языка живет в маленьких общинах, основанных во времена Второй Мировой Войны: Лаяману, Юэндуму, Найеррипи и Уиллоура. На небольших территориях, находящихся рядом с этими сообществами, также живут говорящие на вальбири люди.
Кроме традиционной территории вальбири, носители языка живут на таких территориях, как Гора Либиг и Папуня на юге, Гора Аллан, Напперби, Ти-Три, Теннант-Крик и Али Керунг на востоке, Калкариндджи, Уэйв Хилл и Дагурагу на севере, Балго и Ярумэн на западе. Значительные объединения носителей присутствуют и в более крупных городах Северной Территории: в Алис-Спрингс, Катерине и Дарвине. 

## Лингвистическая характеристика

### Фонетика и фонология
Вокализм состоит из шести фонем: долгих и кратких [a], [i], [u]. Система консонантизма свойственна для многих австралийских языков: отсутствие фрикативных и контраста по глухости-звонкости, наличие ретрофлексных (r, rl, rn, rt) и палатальных согласных. Возможно, типологически уникальным является альвеолярно-ретрофлексный хлопок rd. Языку вальбири свойственен развитый сингармонизм.

### Морфология

#### Глагол
Класс глаголов в вальбири состоит из нескольких сотен глагольных корней; всего существует 5 спряжений (классов). Два из пяти классов включают большинство глагольных корней, в то время как каждый из оставшихся трёх включают только несколько корней.
Для создания глаголов с особыми значениями используются многочисленные глагольные приставки. Например, глагольный корень parnka- означает «бегать», а wurulyparnka- означает «спешить скрыться». Приставка wuruly- также используется с некоторыми другими глагольными корнями для создания глаголов со значением «скрыться». Приставки иногда удваиваются.
Большинство сочетаний «приставка-глагол» являются частью словарного запаса и при этом новые подобные сочетания не могут свободно создаваться. Некоторые приставки, однако, могут быть соединены почти со всеми глагольными корнями, а некоторые глагольные корни могут присоединять почти любые приставки.
К корню глагола присоединяется суффикс времени. Существует 5 суффиксов для каждого класса спряжения:
| Класс | Непрошедшее | Прошедшее | Повелительное наклонение | Немедленное будущее | Настоящее |
| ----- | ----------- | --------- | ------------------------ | ------------------- | --------- |
| 1     | mi          | ja        | ya                       | ju                  | nya       |
| 2     | rni         | rnu       | ka                       | ku                  | rninya    |
| 3     | nyi         | ngu       | ngka                     | ngku                | nganya    |
| 4     | rni         | rnu       | nja                      | lku                 | rninya    |
| 5     | ni          | nu        | nta                      | nku                 | nanya     |

### Существительное
Класс существительных в вальбири состоит из тысяч корней с великим множеством деривационных возможностей. Множественное число образуется при помощи удвоения (редупликации) корня.

### Вспомогательная частица
Каждая полная клауза в вальбири может содержать вспомогательное слово (частицу), которая, вместе с суффиксом глагола, служит для обозначения времени действия и указывает на отношение между главной и зависимой клаузами. Самыми распространёнными вспомогательными частицами ka (настоящее время), kapi (будущее время), kaji (условное наклонение). Вспомогательная частица почти всегда является вторым словом в клаузе.
Пример суффигированной вспомогательной частицы можно увидеть в прощании — kapirnangku nyanyi «Я увижу тебя». Здесь kapi указывает на будущее время, -rna указывает на 1 лицо единственное число — «я», -ngku указывает на 2 л. ед. ч. объекта — «тебя», а nyanyi — непрошедшая форма глагола глагола третьего класса «видеть».
В прошедшем времени вспомогательный глагол часто опускается совсем. В этом случае суффиксы присоединяются к первому или второму слову в клаузе, как в nyangurnangku «Я видел тебя».
В соединениях может наблюдаться гармония гласных. Так, в предложении nyanyi kapingki «Он/Она увидит тебя» -ngku становится -ngki, уподобляясь последнему гласному в kapi.